# عبد العزيز إبراهيم الحرقان
عبد العزيز بن إبراهيم بن إبراهيم الحرقان هو أكاديمي سعودي وعضو في مجلس الشورى السعودي منذ أن تم تعيينه بأمر ملكي في 3 ربيع الأول، 1438هـ الموافق لـ2 ديسمبر 2016م. ولد عبد العزيز الحرقان في مدينة ملهم بمنطقة الرياض في 4/4/1384هـ. مثل وزارة الزراعة في التعاون لتفعيل نظام جاليليو مع وكالة الفضاء الأوربية في 1417هـ وكذلك مثَّلها في برنامج التعاملات الإلكترونية الحكومية (يسر) عام 1417هـ.

## الحياة التعليمية
تخرج عبد العزيز الحرقان بدرجة البكالوريوس في الهندسة الزراعية من جامعة الملك سعود عام 1406هـ ودرس الماجستير والدكتوراه في علوم الحاسب الآلي من الجامعة الأمريكية بواشنطن بالولايات المتحدة سنة 1416هـ وسنة 1424هـ.

## الحياة المهنية
- عضو مجلس الشورى اعتباراً من 3/3/1434هـ[2]
- مدير برنامج بادر لحاضنات التقنية بمدينة الملك عبد العزيز للعلوم والتقنية منذ 1430هـ[2]
- مدير حاضنة بادر لتقنية المعلومات والاتصالات 1429 - 1430هـ
- أستاذ مساعد، معهد بحوث الحاسب الآلي، بمدينة الملك عبد العزيز للعلوم والتقنية 1428 - 1429هـ
- مدير وحدة النظم الجغرافية والاستشعار عن بعد، في وزارة الزراعة، 1424هـ - 1428هـ
- مستشار لتقنية المعلومات البنك الدولي في واشنطن، الولايات المتحدة 1421 –1424هـ
- مدير وحدة نظم المعلومات بإدارة تقنية المعلومات وزارة الزراعة، 1416 – 1418هـ
- مدير التدريب الأهلي بإدارة التدريب، وزارة الزراعة، 1409هـ - 1412هـ
- مهندس زراعي بإدارة التدريب، وزارة الزراعة، 1406 – 1409هـ

## وصلات خارجية
- موقع مجلس الشورى السعودي الرسمي.
- معرض صور مجلس الشورى السعودي[وصلة مكسورة].